# Tinodes yuecelaskini
Tinodes yuecelaskini är en nattsländeart som beskrevs av Füsun Sipahiler 1995. Tinodes yuecelaskini ingår i släktet Tinodes och familjen tunnelnattsländor. Inga underarter finns listade i Catalogue of Life.